# Sari (Gajah)
Sari is een bestuurslaag in het regentschap Demak van de provincie Midden-Java, Indonesië. Sari telt 3379 inwoners (volkstelling 2010).